# 张秉贵

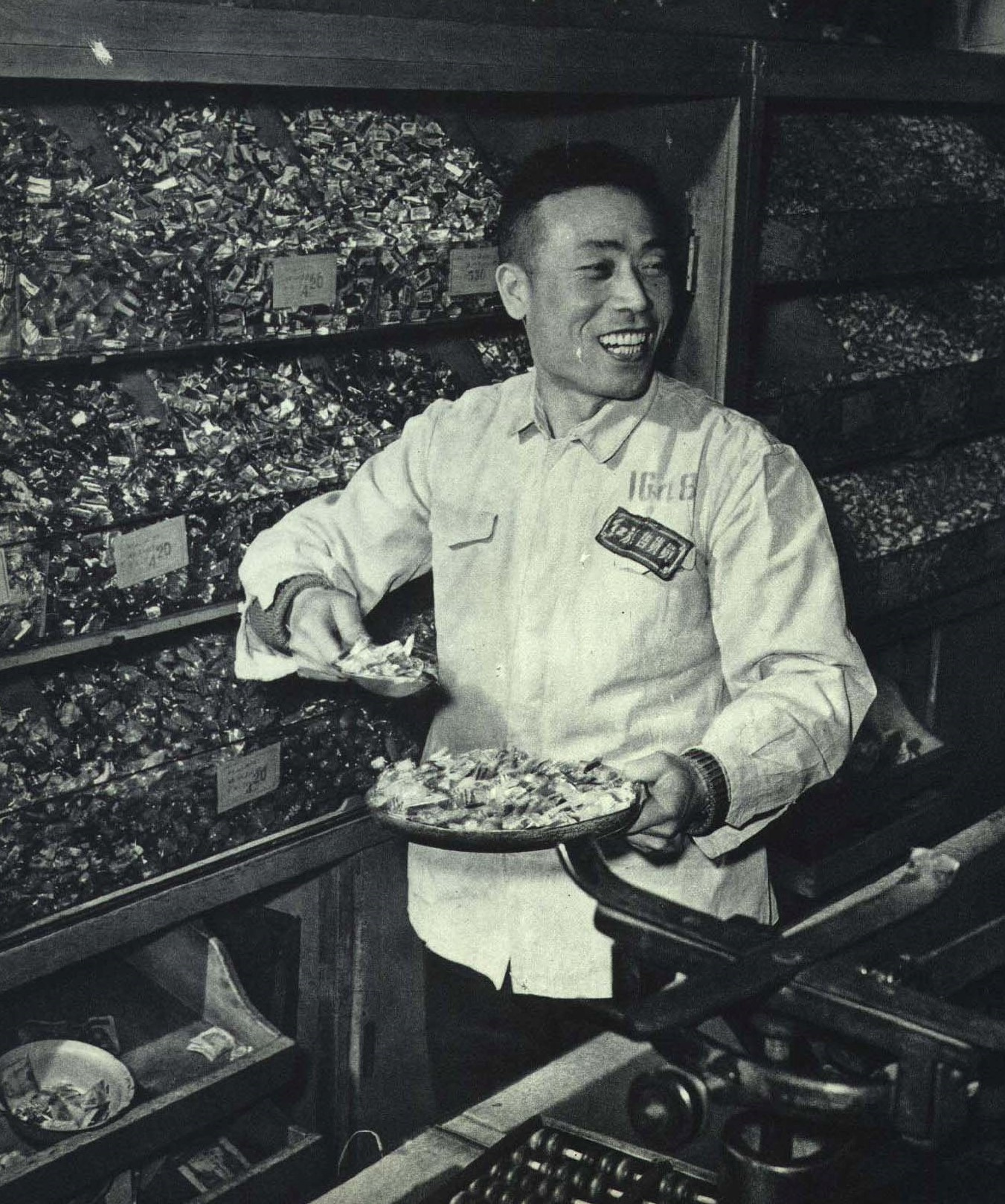
1963年张秉贵

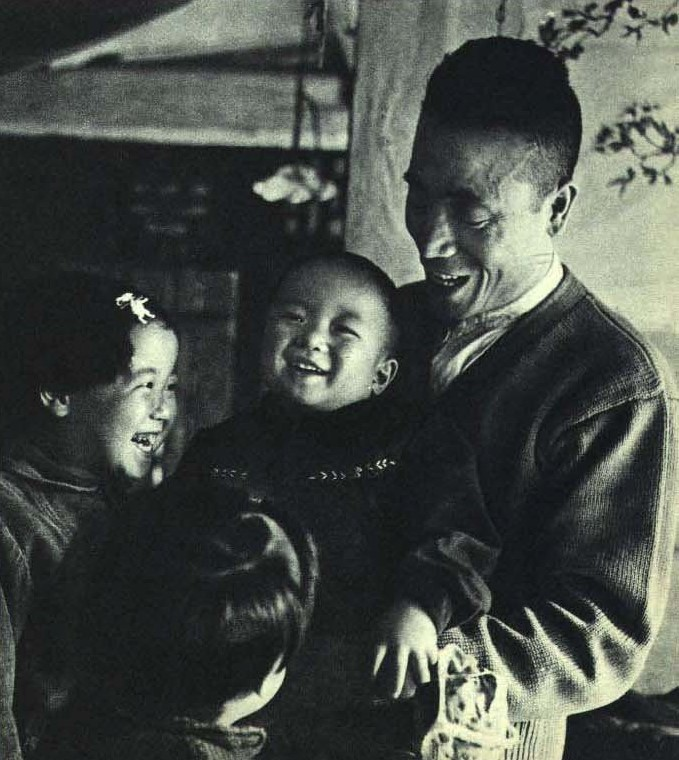
1963年张秉贵与家人

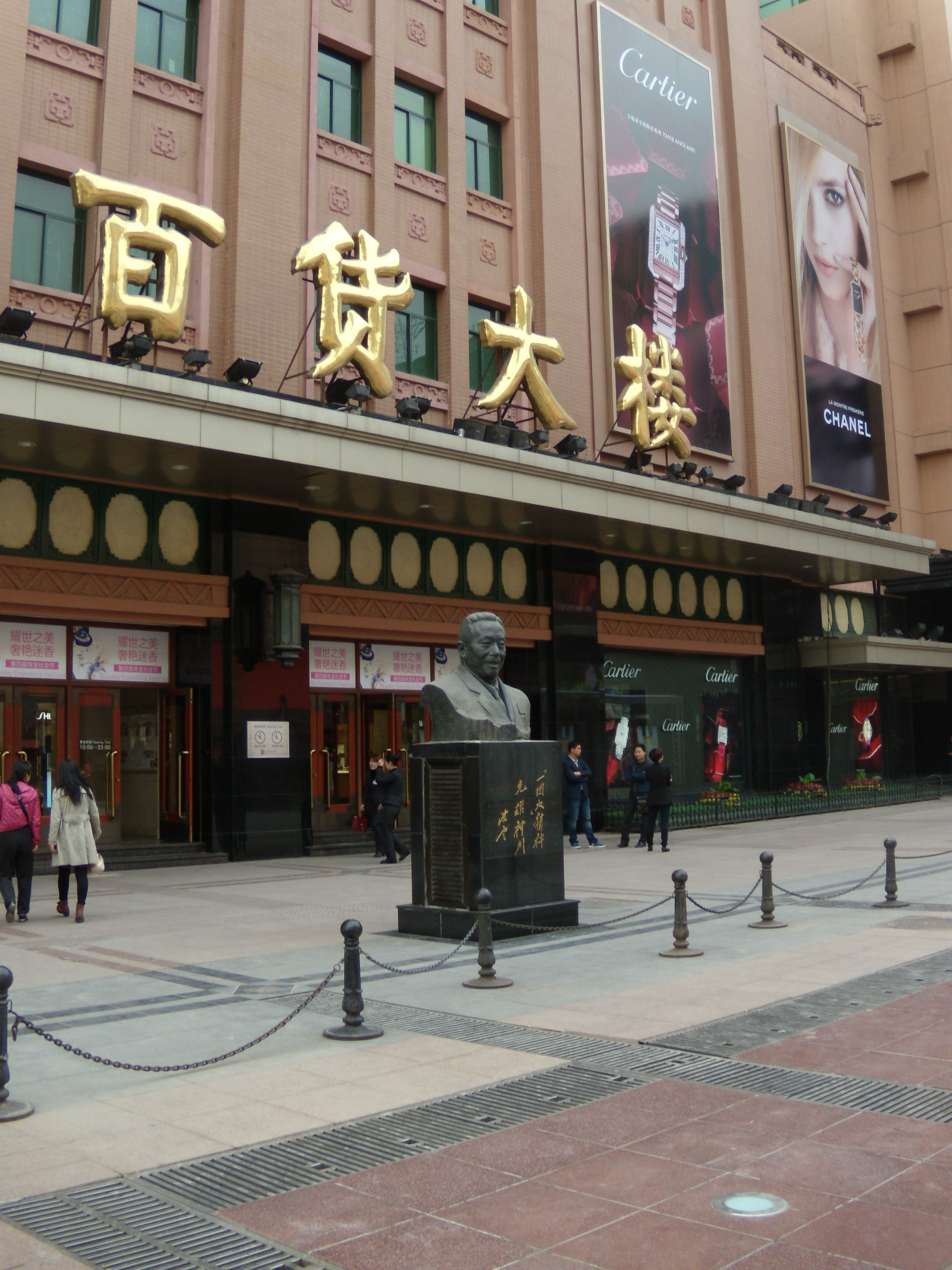
北京市百货大楼前的张秉贵像。底座上刻有陈云的题词“一团火精神光耀神州”。

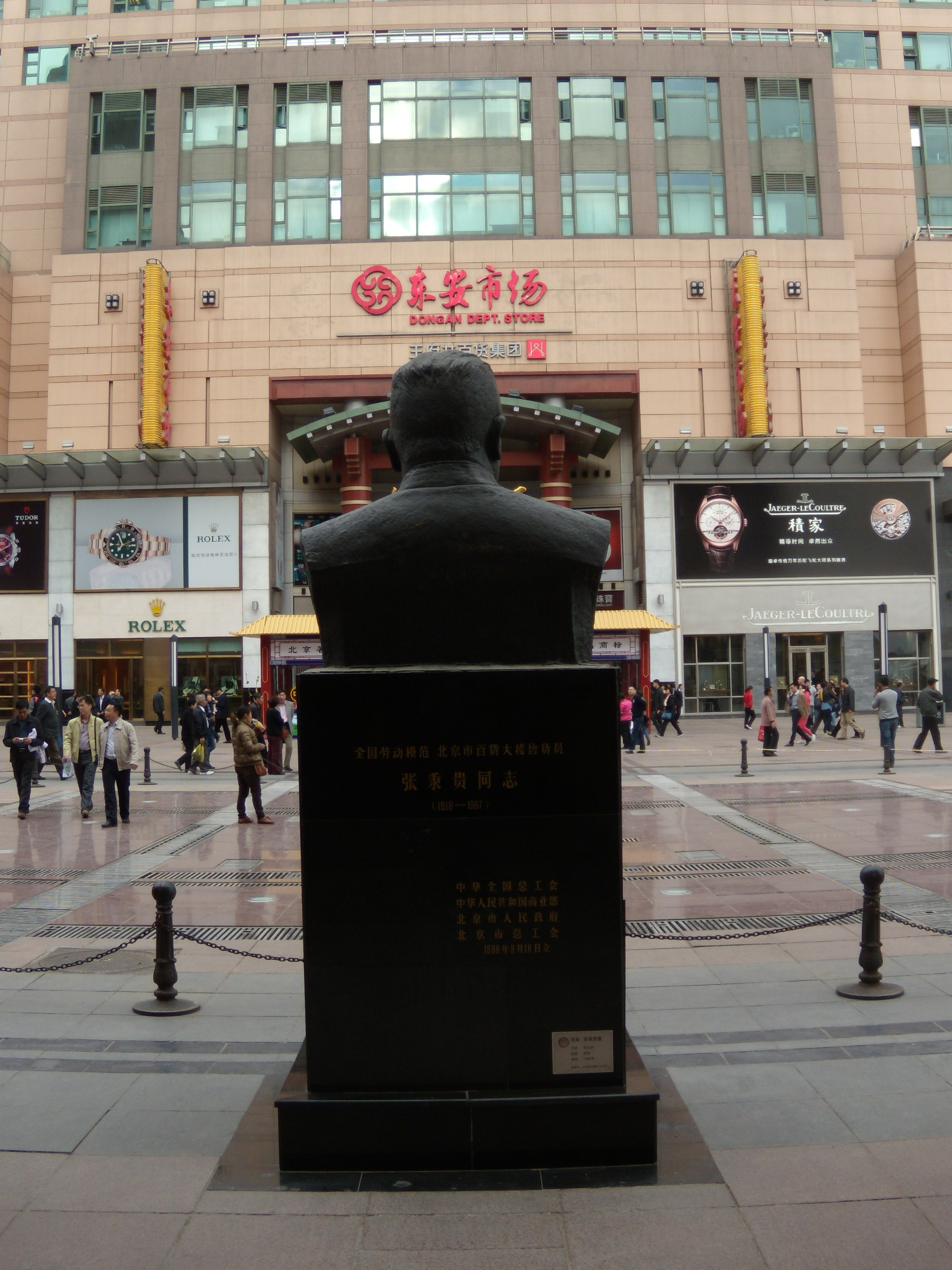
北京市百货大楼前的张秉贵像背面。刻有“全国劳动模范、北京市百货大楼售货员张秉贵同志（1918－1987）”。下方落款为“中华全国总工会、中华人民共和国商业部、北京市人民政府、北京市总工会，1988年9月18日立”

张秉贵（1918年—1987年9月18日），北京人，北京市百货大楼售货员，全国劳动模范。

## 生平

### 出生
1918年，张秉贵生于北京。小时候家住在北京东铁匠营。父亲是金山汽水公司的售货员，张秉贵及兄弟姐妹共六人，母亲在家无业，一家人生活全靠父亲微薄的工资，十分困苦。8岁时，张秉贵出去“打执事”，即为婚事及丧事当跟班。10岁时，因父亲在天津，张秉贵便和三哥到了天津的一家地毯厂当学徒，学习绕毛线，但因年纪太小，绕毛线不达标，被资本家赶出厂。随后，张秉贵回到北京，来到崇文门外的一家织布厂当学徒。不久，该厂因失火而关门，张秉贵经师傅介绍，转到乾祥瑞织布厂，工作了两年多。17岁时，张秉贵到北京米市大街的德昌厚食品店（位于东单大华电影院旁边）当伙计，从1936年一直工作到1955年。

### 職業生涯
1950年代初，即将开业的北京市百货大楼招聘营业员，规定只招25岁以下人员，但年已36岁的张秉贵因有“多年的经商经验”而被破格录用。张秉贵感到在“新中国第一店”北京市百货大楼当售货员十分光荣。从1955年11月到北京市百货大楼站柜台开始，此后30多年间，他接待顾客将近400万人次，从未怠慢过一位顾客。他起初在北京市百货大楼糕点部当售货员，1959年下半年，被调到北京市百货大楼糖果部当售货员，此后长期担任该职务。
北京市百货大楼当时是中华人民共和国最大的商业中心，客流量非常大，加上计划经济时代物资匮乏，顾客通常需要排长队。为了提高售货效率，减少顾客排队时间，长期在北京市百货大楼糖果部当售货员的张秉贵苦练售货技术以及心算法，练就了“一抓准”、“一口清”的绝活。“一抓准”是指张秉贵一把就能抓准顾客需要的分量；“一口清”是指张秉贵通过心算法，快速算出商品价格，即便顾客分斤分两买数种甚至一、二十种糖果，他也可以边称糖果边心算价格，经常是顾客刚说完要买多少糖果，他就同时报出总价。
后来，张秉贵又发明了“接一问二联系三”的工作方法，即在接待第一位顾客时，便问第二位顾客购买什么，同时和第三位顾客打招呼。他在“问、拿、称、包、算、收”六个环节上进行努力，将接待每位顾客的时间从三至四分钟缩短为一分钟。张秉贵还非常注重服务时的仪表，坚持每周理发，每日刮胡子、换衬衣、擦皮鞋。
张秉贵还注重研究顾客的购买兴趣及动机。在公休日，张秉贵骑自行车来到工厂、医院、研究机构，了解糖果知识。因为对顾客需要和商品特点均十分了解，张秉贵甚至可针对特殊顾客推荐商品：对消化不良的顾客，他推荐柠檬糖或咖啡糖；对肝病患者，则推荐水果糖；对嗓子不好的顾客，他推荐薄荷糖。
张秉贵在服务时，调动眼神、语言、表情、动作、姿态、步伐等各个方面，使顾客接受服务时感到十分舒适。张秉贵的销售艺术被喻为燕京八景之外的“燕京第九景”。一位拄拐杖的老人经常来看张秉贵售货，老人说：“我是个病人，每天来看看您站柜台的精神劲儿，为人民服务的热情劲儿，我的病也仿佛好了许多。”一位音乐家看张秉贵售货之后称：“你的动作优美，富有节奏感，如果配上音乐，是非常动人的旋律。”张秉贵还将将自己的柜台服务经验编写为《张秉贵柜台服务艺术》一书，并且到各个单位进行表演和讲课，听众多达十余万人次。

### 文革期间
文化大革命期间，张秉贵遭到批判和冲击，被说成是“黑标兵”、“假劳模”。有人还给张秉贵贴了《旧市委培养的假劳模》的大字报，张秉贵对此十分委屈，但仍坚持站柜台为顾客热情服务。文化大革命结束后，1977年，北京市百货大楼学先进、树典型，张秉贵主动到北京市百货大楼各商品部传授售货经验。1977年5月，《红旗》刊登了张秉贵所著的《为革命站柜台》一文。在该文中，张秉贵首提“一团火精神”。张秉贵用“一团火”精神，温暖每一位顾客。1978年，应《人民文学》编辑部邀请，作家冰心为该杂志撰写了《颂“一团火”》一文，赞扬张秉贵的事迹。为写作此文，冰心先于1978年夏到西苑饭店采访了出席全国财贸大会的全国劳动模范张秉贵，随后于1978年7月初来到北京市百货大楼糖果部采访并亲自观看张秉贵售货，此后又同张秉贵进行过一次深谈。1986年，北京市人民政府举办“祝贺张秉贵柜台生涯50年”纪念活动，这是中国第一次为一位普通售货员举办此类纪念活动。1986年8月16日，张秉贵在其“柜台生涯五十周年”之际，再次亲临北京市百货大楼柜台，为顾客服务。1987年，“一团火”精神被正式确定为北京市百货大楼的企业精神。

### 改革開放後獲表彰
1958年，张秉贵加入中国共产党。张秉贵是中共十一大代表，第五、六届全国人大代表。1957年，张秉贵获评为“北京市劳动模范”。1978年，获北京市授予“特级售货员”称号。1979年被国务院授予“全国劳动模范”称号。
1987年5月1日深夜，张秉贵因胃穿孔大出血被送往医院抢救，医生发现他已患贲门癌至少一年。但实际上，住院前一天，张秉贵依然在站柜台。1987年9月18日，张秉贵因患贲门癌在北京逝世。享年69岁。

## 著作
- 张秉贵，为革命站柜台，红旗1977年第5期
- 张秉贵，张秉贵柜台服务艺术，北京日报出版社，1983年

## 家庭
- 妻：崔秀萍
- 子：张朝和，北京市百货大楼“张秉贵柜台”售货员。

## 纪念

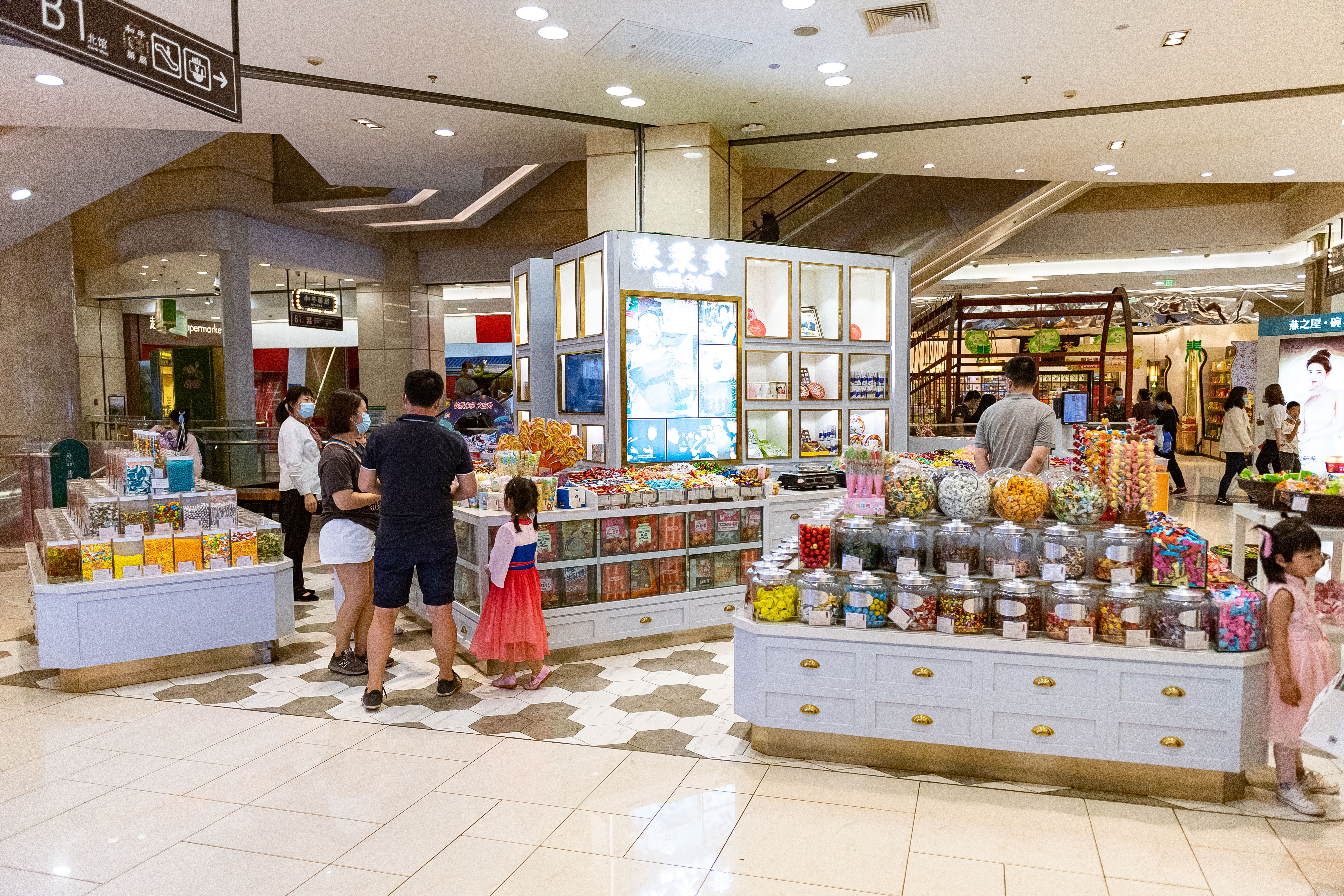
位于北京市百货大楼北区地下一层的张秉贵糖果专柜（2021年5月）

- 张秉贵像：位于北京市百货大楼正门前，由雕塑家程允贤设计。1988年9月18日落成。[4]底座上有陈云的题词“一团火精神光耀神州”。
- 张秉贵纪念馆：位于北京市百货大楼一层。2011年建成开放。
- 张秉贵柜台：1999年8月28日，北京市百货大楼张秉贵糖果专柜揭幕。[4]后来，“张秉贵柜台”因故撤销。2009年，“张秉贵柜台”复牌。[9]